# Galería de Arte Mexicano

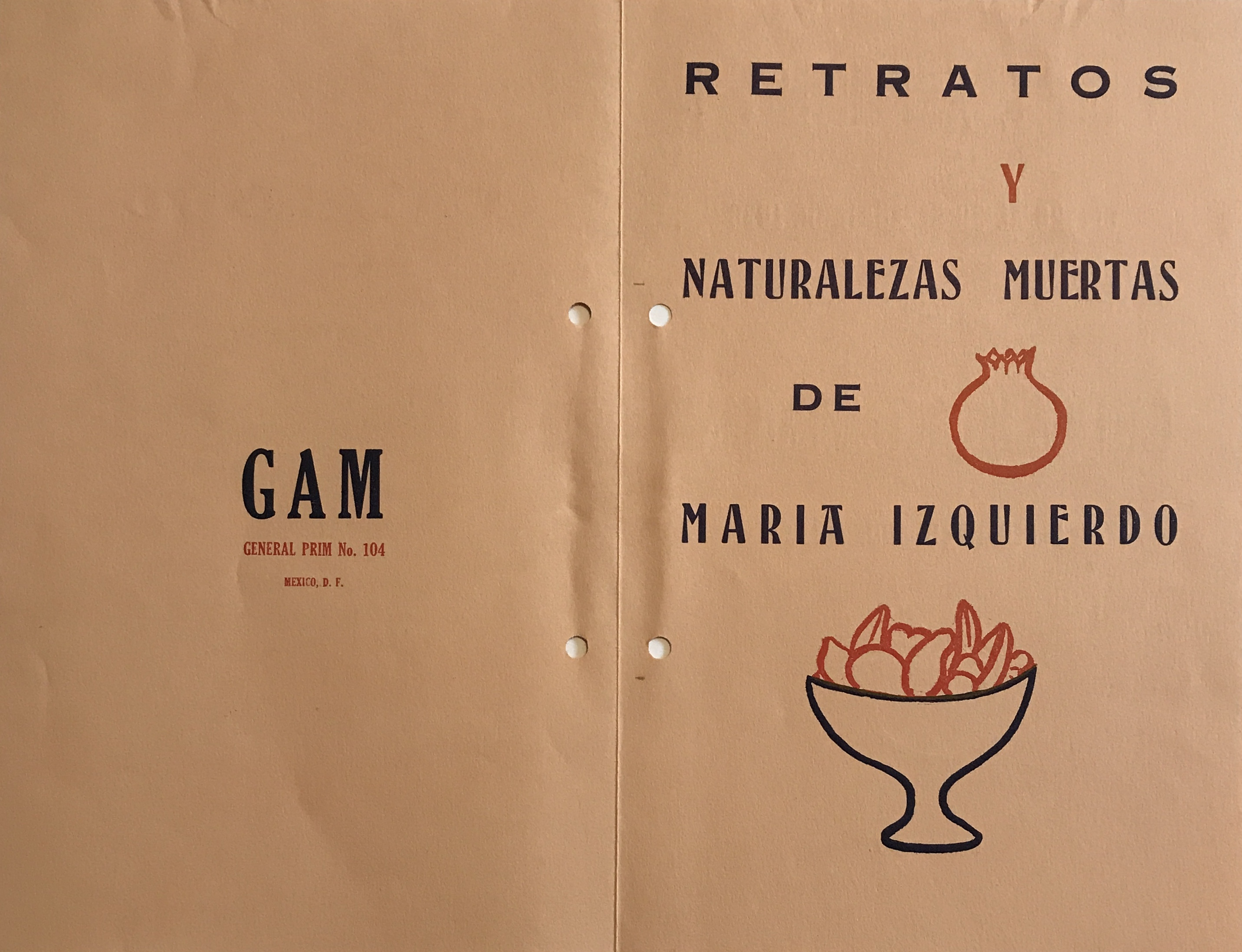
Exposición de María Izquierdo en la GAM.

La Galería de Arte Mexicano (GAM) fue fundada en 1935 por Carolina Amor Schmidtlein, quien al adentrarse en el mundo editorial, dejó la galería a cargo de su hermana menor, Inés Amor Schmidtlein, quien en poco tiempo se convertiría en una figura fundamental en el contexto artístico nacional al desarrollarse como galerista y promotora de arte. Actualmente, con casi ocho décadas de vida, la GAM es dirigida por Alejandra R. de Yturbe y por Mariana Pérez Amor, hija de Inés Amor, y se ubica en la calle de Gobernador Rafael Rebollar #43, Colonia San Miguel Chapultepec en la Ciudad de México.
En la galería se expuso y representó a distintos artistas como Angelina Beloff, Leonora Carrington, María Izquierdo, Diego Rivera, José Clemente Orozco, David Alfaro Siqueiros, Miguel Covarrubias, Rufino Tamayo, Frida Kahlo, Agustín Lazo y Carlos Mérida, por nombrar solo a algunos.
Desde sus inicios, el interés primordial de la galería ha sido la promoción y venta de las obras de artistas mexicanos y de otros países que se encuentran ligados con México o que residen en México. Amor también abrió la puerta a artistas extranjeros desde sus primeros años y fue la sede de la Exposición Internacional de Surrealismo de 1940, organizada por Wolfgang Paalen y César Moro. 
Instituciones tanto públicas como privadas, nacionales e internacionales (como es el caso del Museo de Arte Moderno de Nueva York o el Museo de Arte de Filadelfia) han formado sus colecciones con la Galería de Arte Mexicano desde sus inicios.

## Inicio de la GAM
Su inauguración en marzo de 1935 sirvió para poder abrir lugar de comercio interno y expansión de espacios de exposición del naciente arte mexicano. Se estableció la necesidad para la muestra de obras en lugares no oficiales y para que los artistas no dependieran únicamente de los trabajos ofrecidos por el rubro público, en especial por la SEP. Originalmente el proyecto fue convocado por la desaparición de una sala de exposición temporal en el Palacio de Bellas Artes, esto llevó a que Carolina Amor Schmidtlein instalará un antiguo estudio en su casa familiar (Abraham González 66, colonia Juárez). El acondicionamiento del lugar fue realizada por Juan O ‘Gorman y la propaganda e invitaciones diseñadas por Gabriel Fernández Ledesma.
La primera obra que se compró fue una acuarela de Angelina Beloff titulada “Niña con rebozo azul”, comprada por el empresario Carlos Prieto. Después del día de la inauguración, donde se presentaron obras de artistas como Rivera, Beloff, Antonio Ruiz “el Corcito”, Julio Castellanos, se realizó una segunda exposición 1935 bajo el tutelaje de Fernández Ledesma, en la que sólo se exhibieron grabados, en esta participaron artistas como María Izquierdo, Tamayo, Orozco, Siqueiros.
En menos de medio año la joven Inés Amor (entonces de 23 años) tomó el lugar de Carolina Amor y se encargó de la Galería de Arte, que por petición de Diego Rivera, se llamaría después Galería de Arte Mexicano. 
Hubo otros cambios para la residencia de la GAM, el primero fue en la calle General Prim Num. 104, donde André Breton dio su ciclo de conferencias en 1937. El posterior cambio de domicilio fue en 1939, a la calle de Milán num. 18, un espacio conseguido por Diego Rivera para que pudieran ser expuestos sus murales que quitaron del Hotel Reforma -por crítica y burla al gobierno de Calles-, en este recinto, recién inaugurado, se realizó la gran exposición de Surrealismo en 1940.

## Importancia en el contexto artístico mexicano

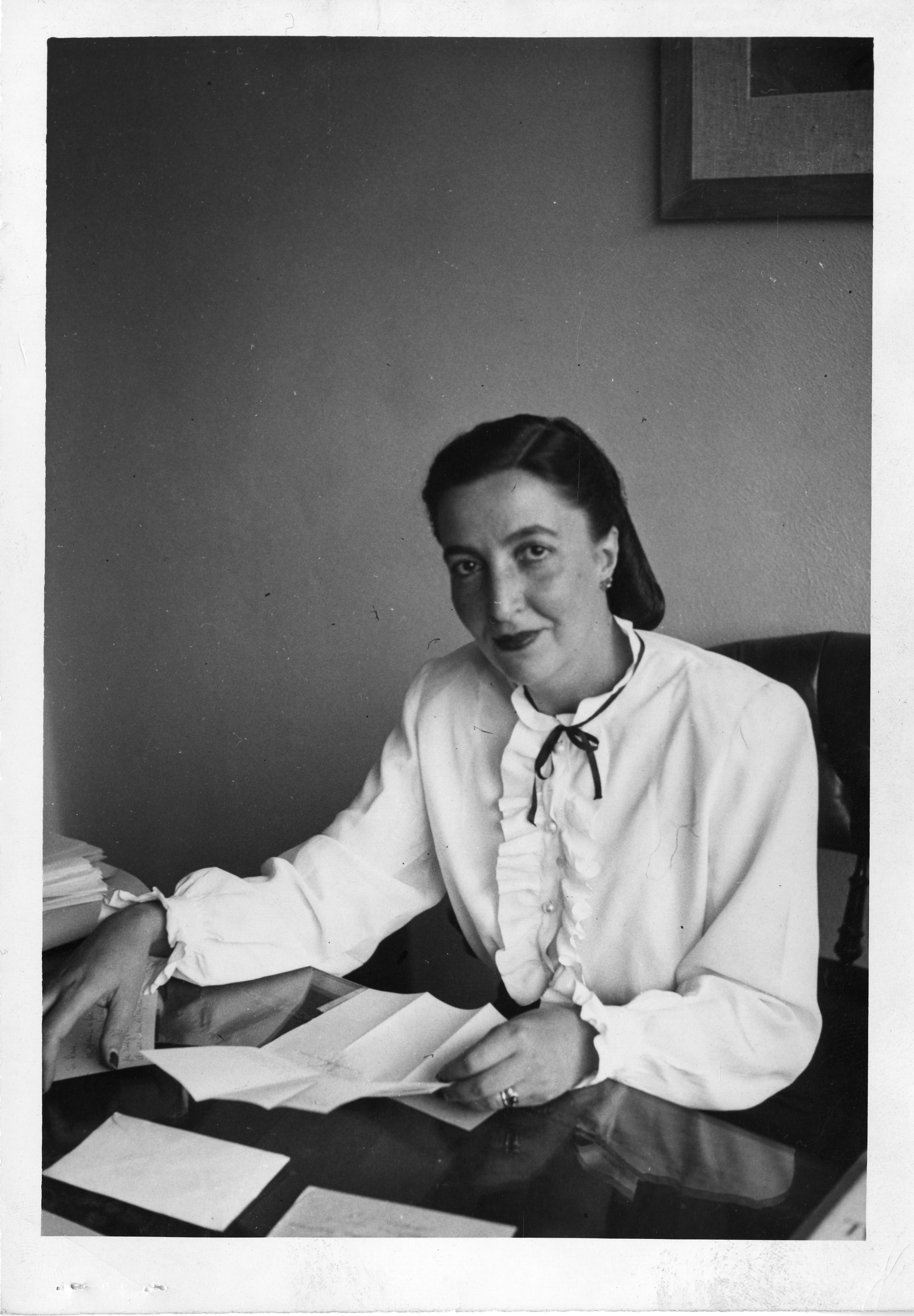
Carolina Amor.

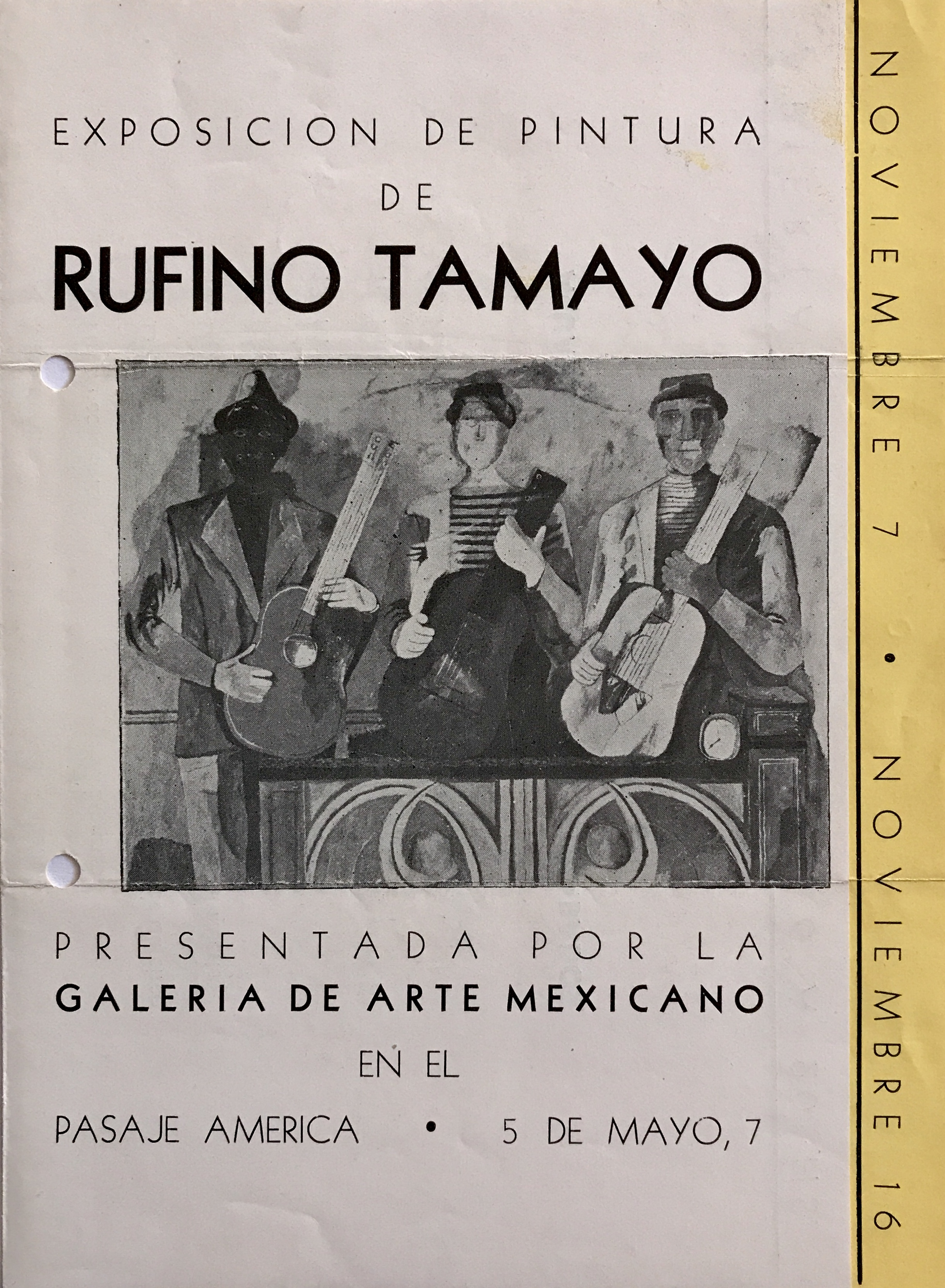
Exposición de Rufino Tamayo en el Pasaje América, organizado por la GAM.

La Galería de Arte Mexicano se estableció como un lugar de proyección de artistas, no sólo de la llamada Escuela de Pintura Mexicana sino también de las otras propuestas plásticas nacientes, por ejemplo los surrealistas como Leonora Carrington o Remedios Varo, ambas refugiadas en México al huir de conflictos bélicos en Europa. Así mismo, también integró a la llamada Generación de La Ruptura y hasta la actualidad convergen artistas contemporáneos como Flor Garduño, Carlos García Noriega, Stefan Brüguemann, Magali Lara, Jan Hendrix, Yvonne Venegas, Miguel Monroy, entre otros.
La GAM (Galería de Arte Mexicano) se consolidó como uno de los lugares más importantes para la muestra de artistas mexicanos en un contexto donde no había espacios de exposición fuera de los recintos gubernamentales y estos mismos también eran reducidos (solamente Bellas Artes y la Academia de San Carlos); con ello se ayudó a afianzar las obras de artistas mexicanos en un mercado interno e incluso a exportarlos al mercado internacional del arte, sobre todo el estadounidense. 
Además fue un eje clave cuando México vivía una efervescencia cultural más allá de la Escuela Mexicana de Pintura, pues los movimientos como el surrealismo tuvieron un gran protagonismo en suelo mexicano. En su larga historia como foco de encuentro artístico se han realizado más de 1500 exposiciones, que han ayudado a converger a los artistas.
Uno de los aspectos relevantes de la GAM es el archivo que se ha conformado gracias a los registros que se han hechos de las obras, exposiciones y artistas; siendo un espacio importante para la investigación. En su archivo poseen cartas, fotografías, fichas de obras, catálogos, libros y recortes de prensa, que están abiertas a los investigadores y estudiosos que estén interesados en el arte mexicano del siglo XX y contemporáneo.